# Каталог ярких звёзд
«Каталог ярких звёзд» (англ. Bright Star Catalogue), также известный как Йельский каталог ярких звёзд (Yale Catalogue of Bright Stars или Yale Bright Star Catalogue) — каталог звёздного неба, в котором содержится список всех звёзд, имеющих звёздную величину 6,5m или более ярких, которые ещё могут быть видимы невооружённым глазом. Несмотря на то, что аббревиатура каталога — BS или YBS, звёзды в каталоге перед их номером имеют индекс HR, поскольку каталог создавался на основе «Гарвардского пересмотренного фотометрического каталога» (Harvard Revised Photometry Catalogue) 1908 года, созданного Гарвардской университетской обсерваторией. Каталог содержит 9110 объектов: 9096 звёзд, 9 новых и сверхновых, галактику M31 Туманность Андромеды (HR 182), а также 4 звёздных скопления: шаровые 47 Тукана (под обозначением HR 95) и NGC 2808 (HR 3671), и рассеянные NGC 2281 (HR 2496) и M 67 (HR 3515).
Каталог имеет фиксированное число объектов, то есть больше не пополняется, однако, возможно добавление комментариев об объектах. Каталог постоянно совершенствуется с тех пор, как директор Йельской обсерватории Франк Шлезингер опубликовал первую версию в 1930 году. Второе издание вышло в соавторстве с Луизой Ф. Дженкинс. Последняя версия от 1991 года является пятой. Она подразумевает значительное расширение раздела комментариев, намного больше, чем размер самого каталога. Последнее издание, в дополнение к нескольким предыдущим, было составлено и отредактировано Эллен Доррит Хоффляйт из Йельского университета.
Оригинальная фотометрия Гарвардского каталога была опубликована в 1884 году Эдвардом Чарльзом Пикерингом, в которой содержалось около 4 000 звёзд. После его выпуска Пикеринг провёл более широкую съёмку звёзд, которая включала звёзды из южного небесного полушария. Эта фотометрическая работа была проведена Солоном И. Бейли в 1889—1891 годах, что привело к публикации «Пересмотренного Гарвардского фотометрического каталога» в 1908 г. Новый каталог содержал звезды до величины 6,5 в обоих полушариях. Работа была продолжена Джоном А. Паркхерстом вплоть до 1920-х годов.

## Издания
- Pickering, E. C. Revised Harvard Photometry (англ.) // Harvard College Observatory : journal. — 1908. — Vol. 50. — P. 1. — Bibcode: 1908AnHar..50....1P.
- 1-е издание: (англ.) Schlesinger, F. Catalogue of Bright Stars. — Нью-Хейвен (Коннектикут): The Tuttle, Morehouse & Taylor Company, 1930.
- 2-е издание: (англ.) Schlesinger, F.; Jenkins, L. F. Catalogue of Bright Stars. — Нью-Хейвен (Коннектикут): The New Haven Printing Company, 1940.
- 3-е издание: (англ.) Hoffleit, D. Catalogue of Bright Stars. — Нью-Хейвен (Коннектикут): Yale University Observatory[англ.], 1964.
- 4-е издание: (англ.) Hoffleit, D.; Jaschek, Carlos. The Bright Star Catalogue. — Нью-Хейвен (Коннектикут): Yale University Observatory[англ.], 1982.
  - дополнение: (англ.) Hoffleit, D.; Saladyga, M.; Wlasuk, P. A Supplement to the Bright Star Catalogue (англ.). — Нью-Хейвен (Коннектикут): Yale University Observatory[англ.], 1983. — ISBN 0-914753-01-0.
- 5-е издание: (англ.) Hoffleit, D.; Jaschek, C. The Bright Star Catalogue. — Нью-Хейвен (Коннектикут): Yale University Observatory[англ.], 1991.